# Anthaxia erichbettagi
Anthaxia erichbettagi es una especie de escarabajo del género Anthaxia, familia Buprestidae. Fue descrita científicamente por Svoboda & Niehuis en 2002.